# シトウレイ
シトウ レイ（Rei Shito、1979年8月23日 - ）は、日本の女性フォトグラファー、ジャーナリスト。石川県加賀市出身。石川県立小松高等学校、早稲田大学教育学部卒。
世界各地のストリートスタイルを独自の視点で写真と文字で切り取る、日本を代表するストリートスタイルフォトグラファー/ジャーナリスト。
雑誌やテレビコマーシャル、ミュージックビデオ、ならびにショーなどを舞台にモデルとして活動後、『STREET』や『FRUiTS』、『TUNE』などのストリートファッション雑誌でフォトグラファーとして活動。世界各地のストリートスタイルとその奥にあるパーソナリティをドキュメントするウェブサイト「STYLE from TOKYO」を主宰。2013年からはファッション産業人材育成機構の「アドバイザリーボード」委員も務めている。2022年からはじめたYouTubeチャンネル「シトウレイ チャンネル NEW !!!」は「360度全方位でファッション楽しむ！」をコンセプトにストリートからオートクチュール、 メゾンブランドから知る人ぞ知るヴィンテージショップまで メジャーとマイナー、ニッチとマスを軽やかに横断して 自由にファッションの楽しさをお届けする人気番組になっている。
ロシアでの東京ストリートファッション展覧会及び講演、シンガポールのファッションビルの全館ディスプレイ、表参道ヒルズでの大規模写真展など国内外から注目を集めている。
自身の撮るストリートフォトグラフィーは勿論、ストリートファッション写真の権威にあたる「The Sartolialist」の著書に特集を組まれるなど、東京スタイルを体現した自身のファッション性も注目を集めている。
セレクトショップのディレクション、ファッションセミナーなどストリートのリアルな視点から見た時代を切り取る考察やディレクションはファッション関係者の中で絶大な支持を誇る。LadureeやKith Treats Tokyoなどと飲食とのコラボレーションも展開。

## 来歴・人物
石川県加賀市出身。石川県立小松高等学校、早稲田大学教育学部卒業。高校時代はラグビー部マネージャー。大学在学中にモデルデビュー。雑誌やCM、PV、ショー等で活躍。
ストリートファッション雑誌「STREET」「FRUiTS」「TUNE」でフォトグラファーとしてキャリアを積み、東京のストリートファッションを海外に向けて発信するサイト「STYLE from TOKYO」を開始。

2004年「TUNE」創刊のタイミングでストリート編集室に入室。
2005年 MINMIの楽曲「サマータイム！！」のPVに出演。
2006年 BEAMS 30周年イベントである世界的に有名なカリスマフォトグラファーであるNICK KNIGHT率いるUKのSHOW STUDIOとのコラボ企画
TOKYO STYLE CLASH ‘HOT or NOT’でフォトグラファーとして参加。
2007年 パリコレクション 初参加。以来「STREET」に写真を撮りおろす。
2008年秋冬東京コレクション では東京コレクション速報新聞「roomserviceEXTRA」において「トウコレデイリーシトウレイ」を寄稿。
2008年7月より、海外ウェブマガジン「Hint Fashion Magazine」に日本人初のコントリビュートエディターとして参加。
2008年7月25日より『繊研新聞』にて連載開始。（シトウレイのカミングスーン研究所）
2009年2月24日より、web UOMO にて連載開始。（ドン小西のweb UOMOっぽいひと1000人切り 〜シトウレイ STYLEfromTOKYO 番外編〜 ）
2009年7月2日よりアパレルウェブにてThe Best of Street Photo by Rei Shito連載開始
2009年10月29日から11月13日までモスクワマルスギャラリーにてSTYLEfromTOKYO展を発表。
2010年1月 ファッションビジネスの総合情報企業・繊研新聞社が発行する月刊タブロイドペーパー
senken H に
「日本のファッション業界を面白くしてくれる次世代100人」選出。
2010年1月 装苑2010/3月号「トウキョウ・ファッション・ディクショナリー100,装苑編集部が気になる100のこと」
選出。
2010年1月、シンガポールのファッションビルTANGSでの館内全体のヴィジュアルディスプレイを担当。
2010年、モスクワ中央芸術家会館にて若手アーティスト達による合同展開催。
現在もロシア国内の各都市で巡回展が行われている。
2010年5月 朝日新聞デジタルで「シトウレイのfun!fun!fashion!」コラム連載開始。
2010年7月 ディスカヴァー・トゥエンティワン出版より世界初、音声付き二カ国語写真集iPad＆iPhone電子書籍
『STYLE from TOKYO　S/S』をDiscover21よりリリース。
2010年8月 NYの権威あるファッションサイト「Fashionista.com」で「世界でもっとも影響力のあるファッションブロガー」
の11人に日本人で唯一選出。
2010年12月 文化出版局「装苑」で「シトウレイのストリートポートレート」連載開始。
2011年1月 フリーペーパーMandWにて「シトウレイのストリートガールハント」連載開始。
2011年7月 第２弾電子書籍写真集 『STYLEfromTOKYO A/W』 をディスカヴァー・トゥエンティワンよりリリース。
繊研新聞社が発行する月刊タブロイドペーパー senken h(センケンアッシュ）にて「シトウレイのmy fav pic!」連載開始。
2011年9月 写真集「STYLEfromTOKYO」をDiscover21よりリリース。パリのセレクトショップcolette他世界主要都市で販売開始。
2012年3月 東京ガイドブック「日々是東京百景」を文化出版局よりリリース。
2012年5月 FIGARO japon で連載「tan tan tokyo」開始。
2013年1月 IFI(ファッション産業人材育成機構)のアドバイザリー議員就任
2013年4月 J-WAVE「TOKYO-GRAPH」のナビゲーターとして東京の魅力を発信を始める。
2013年5月　TEDxtokyo で日本のファッション業界で初のスピーカーに選出、東京ストリートの特色、およびファッションと自己成長の関係性について登壇。「ファッション、その先にあるもの」 
2013年9月 NYを拠点に人気を集めるアートメディア、BLOUINARTINFOの選ぶ「注目すべき日本のファッションブログトップ１０」に自身ブログSTYLEfromTOKYOが選出。
2014年3月 AERA magazineにて「21世紀を作るニッポン人名鑑」に選出。
2014年11月　ランウェイではなくストリートからみたリアルなトレンド情報を伝える、時代の半歩先を照らすセミナー、IFIｘシトウレイファッションセミナー開始。
2015年9月 STYLE TOKYO friends' home のアーティスティックディレクターとしてディレクションを監修。
2016年1月　表参道ヒルズにて「シトウレイ・ファッションフォト エキシビション —表参道と私。今までの10年とこれからの10年—」展示。
2016年6月　American Express Essentials にて連載開始。
2016年9月　三越伊勢丹とコラボレーション、靴とバックをプロデュース。
2017年2月　Laduree とコラボレーション、パッケージのディレクションとマカロンの味（ショコラ・デ・サンショウ）をプロデュース。
2017年4月　シンガポール合同展示会 public garden talk にてファッションセミナーを開催。
2018年1月　ソニアリキエルのオフィシャル・ジャーナリストに就任。
2018年3月　NHK　ウェブオンラインらいふよりシトウレイのファッション道　開始。
2020年10月　RIZZOLI より写真集「Style on the Street: From Tokyo and Beyond」をリリース。
2021年11月　シトウレイ オンラインファッションセミナー　開始。
2022年５月　YouTubeチャンネル「シトウレイ チャンネル NEW !!!」開始。

2024年８月　Kith Treats Tokyoよりアイスクリームとミルクシェイク「The Ray」をリリース。

### 書籍
- STYLEfromTOKYO ISBN 978-4-7993-1051-9
- 日々是東京百景
- Style on the Street: From Tokyo and Beyond ISBN 9780847868728

### YouTube
シトウレイチャンネルNEW !!!

### TED
TEDxTokyo
ファッション、その先にあるもの

### ラジオ
- J-WAVE「TOKYO-GRAPH」（2013年4月7日 - 2015年3月28日）

### その他連載
- 朝日新聞デジタル シトウレイのfun!fun!fashion!（連載）（記事）
- 装苑 シトウレイのstreet portlait（連載）I（記事）
- senken h シトウレイのmy fav pic!（連載）（記事）
- 繊研新聞 シトウレイのcoming soon研究所（記事）
- Fashion News（記事）
- apparelweb（連載）
- roomserviceExtra（記事）
- シトウレイのファッション道（連載）
- シトウレイの好きな服、似合う服。（連載）